# Aritz Aranburu
Aritz Aranburu Azpiazu, nacido el 30 de agosto de 1985 en Zarauz, Guipúzcoa, País Vasco (España), es un surfista español profesional. Campeón de Europa en el 2007. Hasta 2007, participó en la segunda división mundial del surf, el circuito WQS para quedar entre los 15 primeros y ganar el billete para el circuito mundial ASP World Tour y surfear entre los 45 mejores surfistas del planeta. En 2007 completó un año histórico, superando la barrera de los 12000 puntos y clasificándose para el WCT, siendo el primer español y quinto europeo en conseguirlo en la historia.

## Biografía
Nació el 30 de agosto de 1985.
Con 7 años comenzó a coger sus primeras olas. Sus influencias fueron Kelly Slater, Andy Irons y Tom Curren. Aunque también le gustaban Shane Powell y Kalani Robb.
En 2007, año en el que acabó 5º en el ranking del circuito WQS, empezó de la mejor manera, ganando un campeonato de 5* PRIME, que puntuaba como un 6*, y colocándose como número 1 durante varias semanas, hasta el Drug Aware Pro en Margaret River, Australia. No obstante, 2007 fue un año con una cantidad sin precedentes de eventos de 5 y 6* PRIME y normales, por lo que un fuerte resultado no bastaba para hacerte superar el corte, que acabó superando por primera vez los 10000 puntos. Aritz tuvo un bajón en resultados, exceptuando el Vendee Pro, en el que llegó a la final, ganando 1069 puntos, hasta el Honda US Open en Huntington Beach, un 6* en el que llegó a 1/4s de final, obteniendo así 1625 puntos. Con la motivación que consiguió por lograr ese resultado fue al Sooruz Lacanau Pro 6*, y alcanzó la final contra Jordy Smith, logrando 2188 importantísimos puntos con lo que volvió a saltar hacia arriba en el ranking, de vuelta al top 10. Ganó el Zarauz Pro en su playa local, que era un 3* y no influyó en su ranking, pero sí en su motivación. Su situación en el ranking le ayudó a ser elegido para recibir dos invitaciones, wildcards, con los que competir en los dos WCTs de la manga europea, el Quiksilver Pro France, y el Billabong Pro Mundaka, en País Vasco, su tierra natal. Tras dos resultados intrascendentes en las islas Canarias, que hicieron que la clasificación pareciera difícil otra vez, llegó a 1/4s de final en el Onbongo Pro Surfing 6*, en Brasil, prácticamente asegurándose la clasificación, pero, por si fuera poco, en el penúltimo evento del año, el 6* PRIME de Haleiwa, Hawái, celebrado en condiciones extremas de más de 4 metros con mucho viento y fuertes corrientes, llegó a semifinales, adjudicándose un merecido 5º puesto y siendo recompensado con 1950 puntos, que le pusieron 5º en el ranking y le clasificaron matemáticamente.
En diciembre de 2007, la Asociación de la prensa deportiva de Guipúzcoa concedió el premio de "Mejor Deportista del año" al surfista de Zarauz. Un mes más tarde, en enero de 2008, recibió el premio Euskadi Irratia al mejor deportista vasco de 2007.
2008 fue un año duro para él, a pesar de estar en el WCT, ya que se lesionó el tobillo y la rodilla en la primera prueba, por lo que se perdió las pruebas de snapper rocks, en Australia, bells beach, también en Australia, y la de Jeffrey's bay, en Sudáfrica y la de "Somewhere", en Indonesia, perdiendo estas dos últimas por una recaída. El resto del año lo ha hecho bastante bien para ser un rookie (novato), llegando a la tercera ronda en Fiji, Mundaca, y Brasil. Pipeline ha sido su mejor prueba, en la que pasaba 3 mangas, superando a Kalani Chapman, Pancho Sullivan y Bobby Martínez en su camino hasta la 4ª ronda, en la que ha caído por poco contra el fenómeno local Jamie O'Brien, en una manga con pocas olas, pero en la que ha obtenido un importantísimo noveno puesto, que ha convencido a la ASP para darle el injury wildcard, con el que podrá competir en el WCT del 2009.
Debido a las pruebas que ha perdido por su lesión ha tenido que realizar algunas pruebas del WQS para no perder ritmo de competición ni seeding, y ha conseguido muy buenos resultados en el antiguo Super Series, en Hossegor, que es ahora un 6* PRIME, y en el Zarauz Pro, esta vez 5*, donde ha llegado hasta semifinales. Su papel en el 6* de Ericeira fue muy bueno también.
En abril de 2008, recibió por parte del Gobierno Vasco el Premio Euskadi al mejor deportista de 2007.
En la temporada 2009/2010 ha llegado a 1/8 de final en un WQS 6* PRIME, y, en lo que respecta al WCT cayó en ronda 1 en las 2 primeras pruebas, Snapper Rocks, y Bells Beach, pero en la 3ª prueba, Teahupoo, ha llegado a semifinales, batiendo por el camino al 11 veces campeón del mundo Kelly Slater, entre otros.

### Temporada 2010/2011
- 17 de octubre de 2010: 1º Super Surf International de  Río de Janeiro  Brasil[2]
- 24 de mayo de 2010: 1º Maresia Surf Internacional, prueba seis estrellas del circuito WQS, Santa Catarina  Brasil.[3]